# Asthena defectata
Asthena defectata là một loài bướm đêm trong họ Geometridae.